# Werra-Fulda-Kalirevier
Das Werra-Fulda-Kalirevier ist ein Bergbaurevier in Osthessen und Westthüringen, in dem untertägig Kalisalze gewonnen werden. Namensgebend sind Werra und Fulda, welche die Region durchfließen. Es wird in das größere Werrarevier und das kleinere, südwestlich davon gelegene Fuldarevier unterteilt. Die K+S AG betreibt zwei Kaliwerke: das Verbundbergwerk Werra sowie das Kaliwerk Neuhof-Ellers.

## Geologie

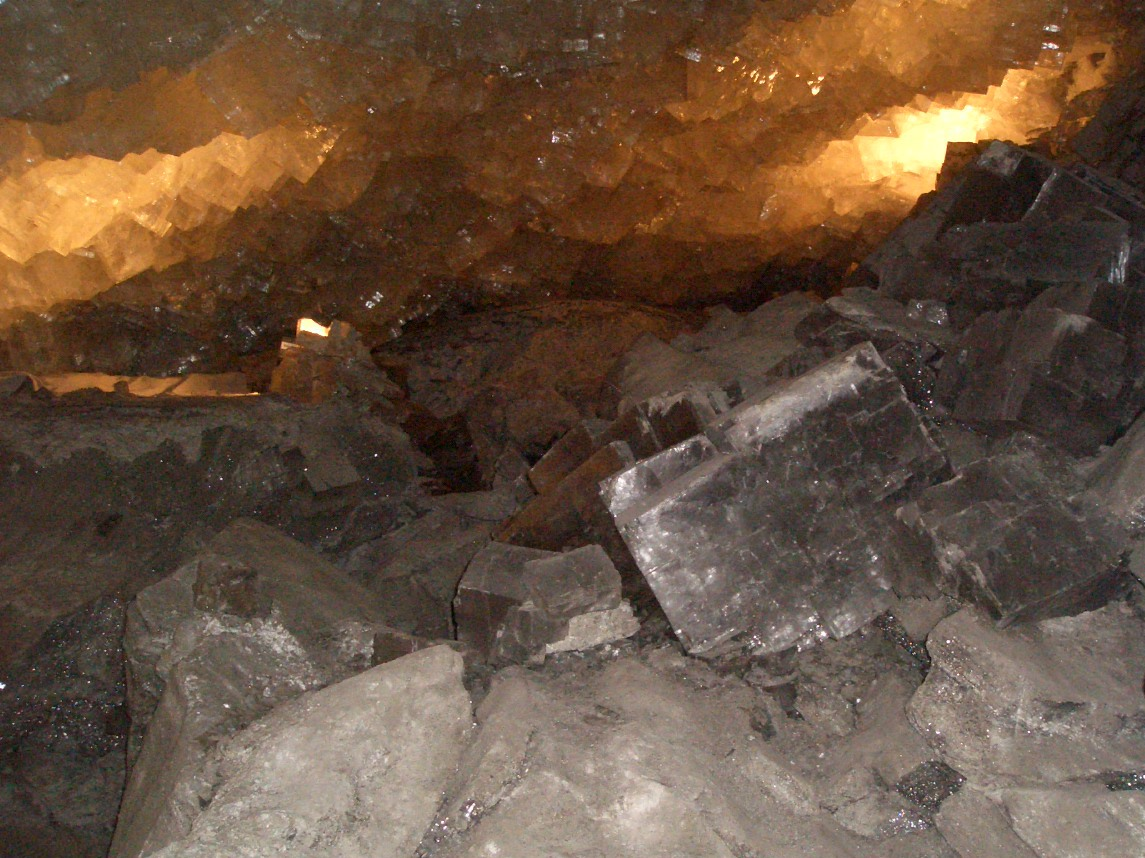
Natriumchloridkristalle im Salzbergwerk Merkers

Das Kalirevier Werra erschließt die Kaliflöze der Werra-Folge (Zechstein 1, Perm) unterhalb des Plattendolomits, ein vorzugsweise ebenplattiger Dolomit des oberen Zechsteins, die in diesem Bereich, der nördlichen Rhön, im Normalfall zwischen 200 und 400 Metern mächtig sind. Insgesamt sind in der Werra-Folge drei Steinsalzablagerungen („Unteres“, „mittleres“ und „oberes“ Werrasteinsalz) und zwei Kalilager entstanden. Die verschiedenen Salze kommen je nach mineralischer Beimengung in unterschiedlicher Färbungen vor.
Die in den beiden Kaliflözen mengenmäßig vorherrschenden Steinsalzschichten bestehen fast vollständig aus dem Mineral Halit. Je nach Zusammensetzung und dem Anteil nutzbarer Kalium- und Magnesiumminerale werden drei Gesteine unterschieden, aus denen die Kaliflöze aufgebaut sind: Sylvinit, Hartsalz und Carnallitit. Neben den Salzen sind in späteren Zechstein-Folgen weitere Gesteine gebildet worden, die zum Teil von größter Bedeutung sind, weil sie die Salzlagerstätte schützen, wassersperrende Tonschichten wie z. B. der Braunrote Salzton und die unteren Letten („Staßfurt-Ton“). Der Braunrote Salzton ist ca. 10 m mächtig und über das gesamte Werra-Fulda-Gebiet verbreitet. Eingeschaltet in das Tongestein sind einzelne dünne Lagen von Anhydrit, Gips und Salz. Als weiteres klastisches Sediment bildete sich der bergmännisch als untere Letten bezeichnete Staßfurt-Ton mit einer Mächtigkeit von 15 bis 35 m. Dem gegenüber steht der im Zechstein III (Leine-Folge) abgelagerte, stark grundwasserführende Plattendolomit mit einer durchschnittlichen Mächtigkeit von 5 bis 40 m. Die Dolomite sind härter und dichter als Kalksteine und werden durch Einlagerung von Kalzit in Kalkstein bei der Verfestigung von Lockergesteinen durch Druck gebildet. Die im Plattendolomit vorhandenen Wasservorkommen sind von Natur aus salzhaltig, was beim Abteufen der ersten Kalischächte große Probleme bereitete. Daneben zeichnet den Plattendolomit ein großes Porenvolumen aus, was die Kaliindustrie zur Versenkung flüssiger Salzabwässer nutzt.
Die in dieser Region vergleichsweise häufigen Kohlensäure-Einschlüsse, die bei Freisetzung im Zuge des Bergbaus wiederholt zu plötzlichen, explosionsartigen Kohlendioxid-Ausbrüchen führten, werden auf den vulkanischen Ursprung des Werra-Kalireviers zurückgeführt.

## Geschichte

### Anfänge

Abteufmannschaft am Schacht Grimberg I (1901)

Nachdem ab den 1880er Jahren bei Bleicherode im Südharz erfolgreich Kalivorkommen aufgesucht wurden, begann nach 1890 auch die erfolgreiche geologische Erkundung der südwestlich des Thüringer Waldes an Werra und Ulster gelegenen Region im Raum zwischen Bad Salzungen und Vacha. 1893 gelang der Nachweis der Kalisalze im Werratal, indem am 5. Oktober 1893 ein vier Meter langer Bohrkern im Grubenfeld der Saline Kaiseroda zu Tage gefördert wurde. Im Raum Heringen (Werra) wurde durch die am 13. Februar 1894 in Bochum gegründete Gesellschaft Wintershall nach dem Rohstoff gebohrt. Der erste Schacht Salzungen wurde 1899 in Leimbach unmittelbar westlich von Bad Salzungen fertiggestellt, ging aber wegen starken Austritten von Kohlensäure nicht in Betrieb und wurde 1901 endgültig stillgelegt. An dem Standort entstand eine Aktiengesellschaft zur Förderung von Kohlensäure. Als erstes Kaliwerk im Werra-Kalirevier ging 1901 die Schachtanlage Kaiseroda I westlich von Leimbach in Betrieb.
Am 23. April 1900 erfolgte bei Widdershausen der erste Spatenstich zum Abteufen des Schachtes Grimberg (benannt nach dem Wintershall-Gründer Heinrich Grimberg). Am 9. Dezember 1901 wurde der Plattendolomit im Schacht erreicht, am 12. Februar 1902 war er durchteuft, zum ersten Mal per Hand, wobei große Wassereinbrüche zu bewältigen waren. Im September 1902 wurde das obere Kalilager in 424 Meter Teufe angetroffen und schließlich die Endteufe des Schachtes im Dezember 1902 erreicht. Bei Heringen wurde das Werk Wintershall zur Verarbeitung der geförderten Kalisalze errichtet, am 1. Juni 1907 folgte der erste Spatenstich für die Bohrung des Schacht Heringen.
1905 wurde die Kaligewerkschaft Großherzog Sachsen gegründet, die bei Dorndorf und Dietlas erste Erkundungen vornahm und schließlich bei Dietlas und dem fünf Kilometer entfernten Menzengraben Schächte abteufte. Am westlichen Ortsrand von Dorndorf wurde eine Kalisulfatfabrik errichtet und eine Werksarbeitersiedlung („Die Kolonie“) erbaut.
Die Gewerkschaft Heiligenroda teufte im Abbaufeld zwischen Frauensee, Dönges, Kieselbach, Oberzella und Vitzeroda ab 1909 drei Schächte in der Flur von Springen (Schacht I bis III) und zwei Schächte in Möllersgrund. Die Gewerkschaft errichtete eine zweite Kaliumsulfat- und Chlorkaliumfabrik in Dorndorf, die 1913 in Betrieb ging.
Von 1895 bis 1913 wurden im Werratal insgesamt 28 Kalischächte abgeteuft, davon sieben lagen auf preußischer und 21 auf thüringischer Seite. Einige Bohrungen, z. B. bei Dankmarshausen und Buttlar blieben wegen geologischer Probleme, insbesondere mit Wassereinbrüchen beim Erteufen des Plattendolomits erfolglos und gingen nicht in Betrieb. Auch die von den Kaligewerkschaften Heiligenmühle und Mariengart 1909 in Niederoechsen abgeteuften Kalischächte kamen wegen Wassereinbrüchen bereits im Jahr 1914 zum Erliegen. 1914 waren im thüringischen Teil des Werra-Kalireviers 15 Schächte als Förder- oder Wetterschächte betriebsbereit.
1914 begann die Förderung im Schacht Abteroda der Gewerkschaft Alexandershall bei Dippach, die bereits 1922 wieder eingestellt wurde; der Schacht diente nachfolgend noch als Wetterschacht.
1925 wurde im Zuge der Erweiterung der Gewerkschaft Kaiseroda bei Merkers das Kaliwerk Merkers als zu dieser Zeit größtes Kaliwerk der Welt in Betrieb genommen, welches die in den Schächten Kaiseroda I (abgeteuft ab 1895), II und III (beide abgeteuft ab 1911) geförderten Salze verarbeitete.
Durch technische Probleme musste der Kaliabbau in Dietlas im Jahr 1926 eingestellt werden, damit wurde auch das ältere Kaliwerk bei Dorndorf stillgelegt, das Salz aus dem Schacht Menzengraben fortan zum Werk der Gewerkschaft Heiligenroda in Dorndorf verbracht.

### Zweiter Weltkrieg und Deutsche Teilung

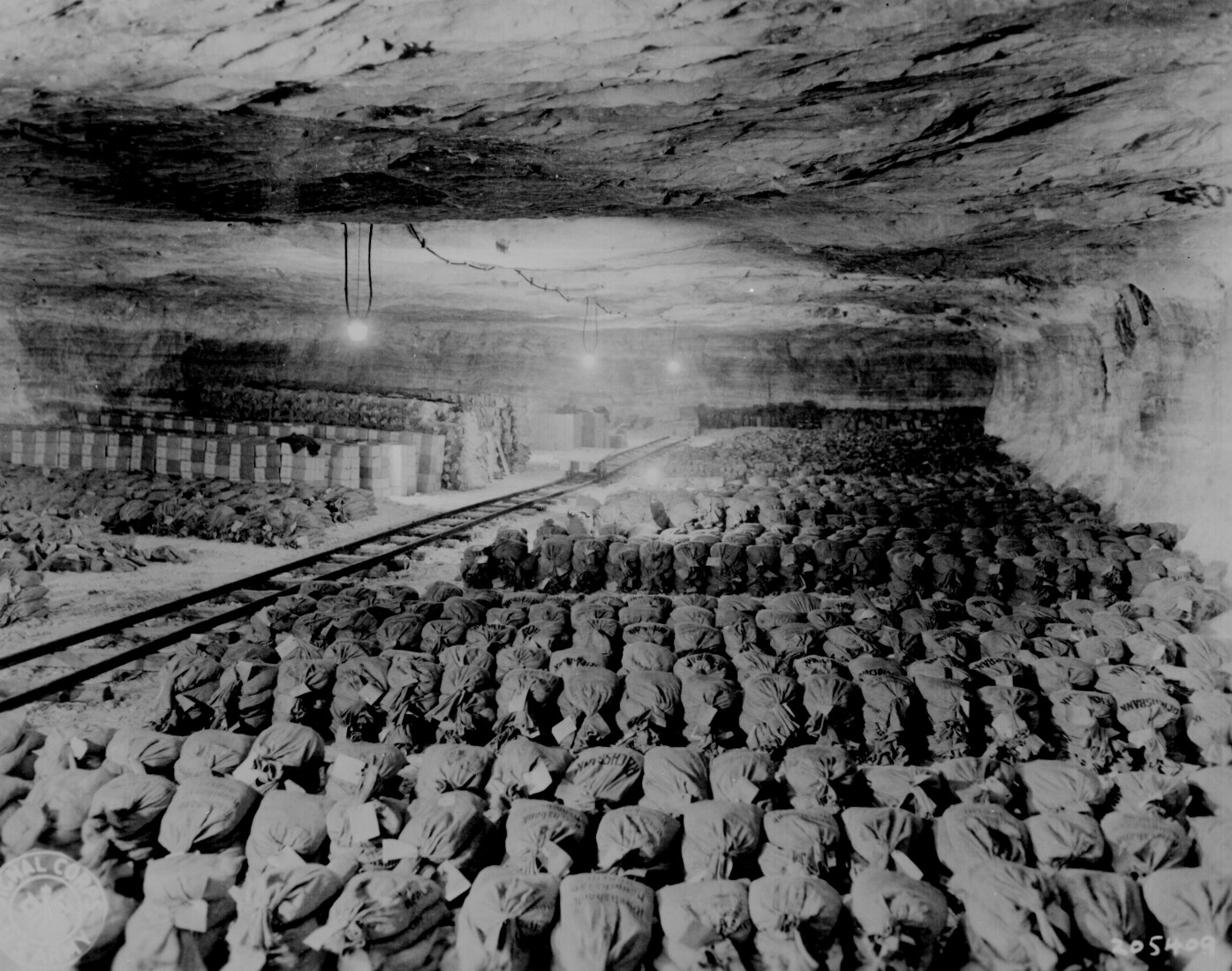
Eingelagerte Geld- und Goldbestände der Reichsbank im Schacht Merkers 1945

Im Zweiten Weltkrieg kam die Kaliproduktion teilweise zum Erliegen. Einige der Schachtanlagen wurden zweckentfremdet genutzt, so wurden im Schacht Merkers große Geld- und Goldbestände der Reichsbank sowie Kunstgegenstände (unter anderem die Büste der Nofretete) eingelagert und am 8. April 1945 durch amerikanische Truppen entdeckt. Der stillgelegte Schacht Abteroda der früheren Gewerkschaft Alexandershall wurde ab 1937 zu einem unterirdischen Munitionsdepot ausgebaut und ab 1944 von BMW für die Produktion von Flugzeugmotoren genutzt. Nach Kriegsende lag der thüringische Teil des Werrareviers in der Sowjetischen, der hessische Teil in der Amerikanischen Besatzungszone.

#### Wintershall / K+S in Osthessen

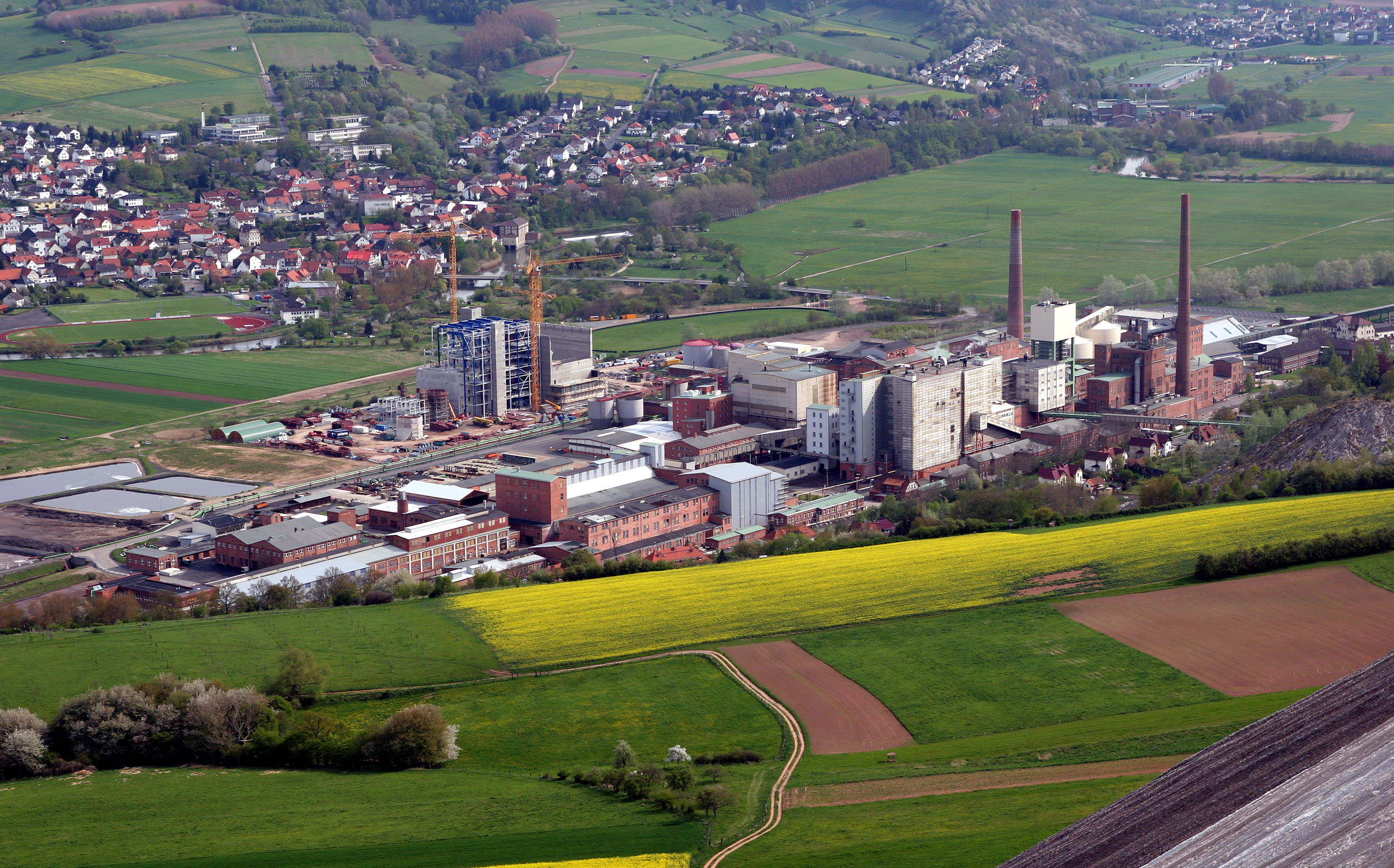
Kaliwerk Wintershall bei Heringen (Hessen)

Die hessischen Betriebe verblieben nach dem Zweiten Weltkrieg im Eigentum der Wintershall AG, die 1969 von der BASF-Gruppe übernommen wurde. Der Kalibergbau der Wintershall AG wurde 1970 in die Kali und Salz GmbH (ab 1972: Kali und Salz AG) mit Sitz in Kassel eingebracht. Seitdem konzentriert sich die Arbeit der Wintershall AG auf die Bereiche Erdöl und Erdgas.
Die verbliebenen Werke Wintershall in Heringen und Hattorf in Philippsthal lagen nunmehr unmittelbar an der innerdeutschen Grenze, was zeitweise den Abtransport des geförderten Rohstoffes erschwerte. Die im Werratal verlaufende Bahnstrecke Gerstungen–Vacha, die hauptsächlich dem Abtransport diente, querte zweimal die innerdeutsche Grenze und war nur über den in der DDR liegenden Grenzbahnhof Gerstungen oder die steigungsreiche und wenig leistungsfähige Strecke der Hersfelder Kreisbahn von Heimboldshausen nach Bad Hersfeld mit dem restlichen westdeutschen Schienennetz verbunden. Mehrfach musste aufgrund von Streckensperrungen der gesamte Kaliverkehr über die Kreisbahn abgewickelt werden, so zwischen 1952 und 1954 sowie zwischen 1967 und 1969.

#### Volkseigener Betrieb in Westthüringen

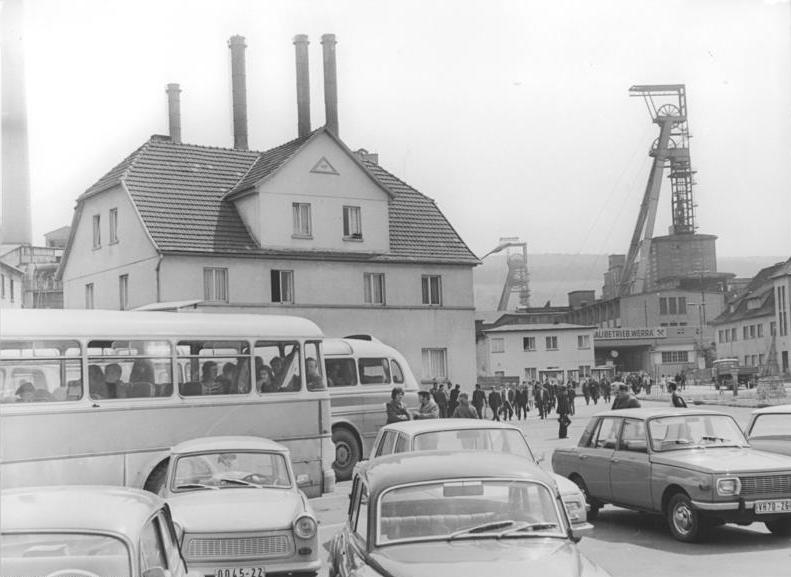
Das Kaliwerk Merkers 1974

Die in Thüringen gelegenen Kaliwerke wurden 1946 zunächst als Sowjetische Aktiengesellschaft (SAG) Kali in sowjetisches Eigentum überführt und deren frühere Eigentümer enteignet. 1952 wurden die Kaliwerke der SAG Kali an die DDR zurückgegeben und zusammen mit den Werken der Vereinigung Volkseigener Betriebe (VVB) Kali- und Salze Halle (Saale) der Hauptverwaltung Kali- und Nichterzbergbau, ab 1956 mit Sitz in Erfurt übergeben. 1958 ging daraus die VVB Kali in Erfurt hervor, 1959 das VEB Kalikombinat Werra. Kali entwickelte sich zu einem wichtigen Exportgut in das „nichtsozialistische Wirtschaftsgebiet“ und hatte dadurch für das Wirtschaftssystem der DDR eine hohe Bedeutung. 1970 wurden die Kalibetriebe der DDR im Kombinat Kali zusammengefasst, zu dem auch der auf dem ehemaligen Schachtgelände in Dietlas angesiedelte VEB Bergwerksmaschinen Dietlas gehörte, der Bergwerke im In- und Ausland mit Bergwerksmaschinen belieferte. Die übergeordneten Kombinatsstrukturen dienten weitestgehend einer planwirtschaftlichen Koordinierung in Fragen des gesamten Industriezweigs und bezüglich des Exports, ansonsten wurden die Werke weitgehend autark verwaltet.
Die Kaliproduktion in der DDR wurde ständig gesteigert und die Kaliwerke im thüringischen Werrarevier wurden hierfür ausgebaut und modernisiert. Von 1955 bis 1964 wurde bei dem Sünnaer Ortsteil Mühlwärts der einzige neue Kalischacht in Thüringen abgeteuft (heute Schacht II des Werkes Unterbreizbach). Wegen des allmählichen Rückgangs der Sylvinit- und Hartsalzvorräte wurde im Werra-Kalirevier zunehmend Carnallitit abgebaut und verarbeitet. Die Kaliproduktion der DDR in den beiden Revieren Werra und Südharz erreichte 1985 mit 3,5 Mio. Tonnen hinter Kanada und der Sowjetunion die drittgrößte Fördermenge weltweit.

### Gegenwart

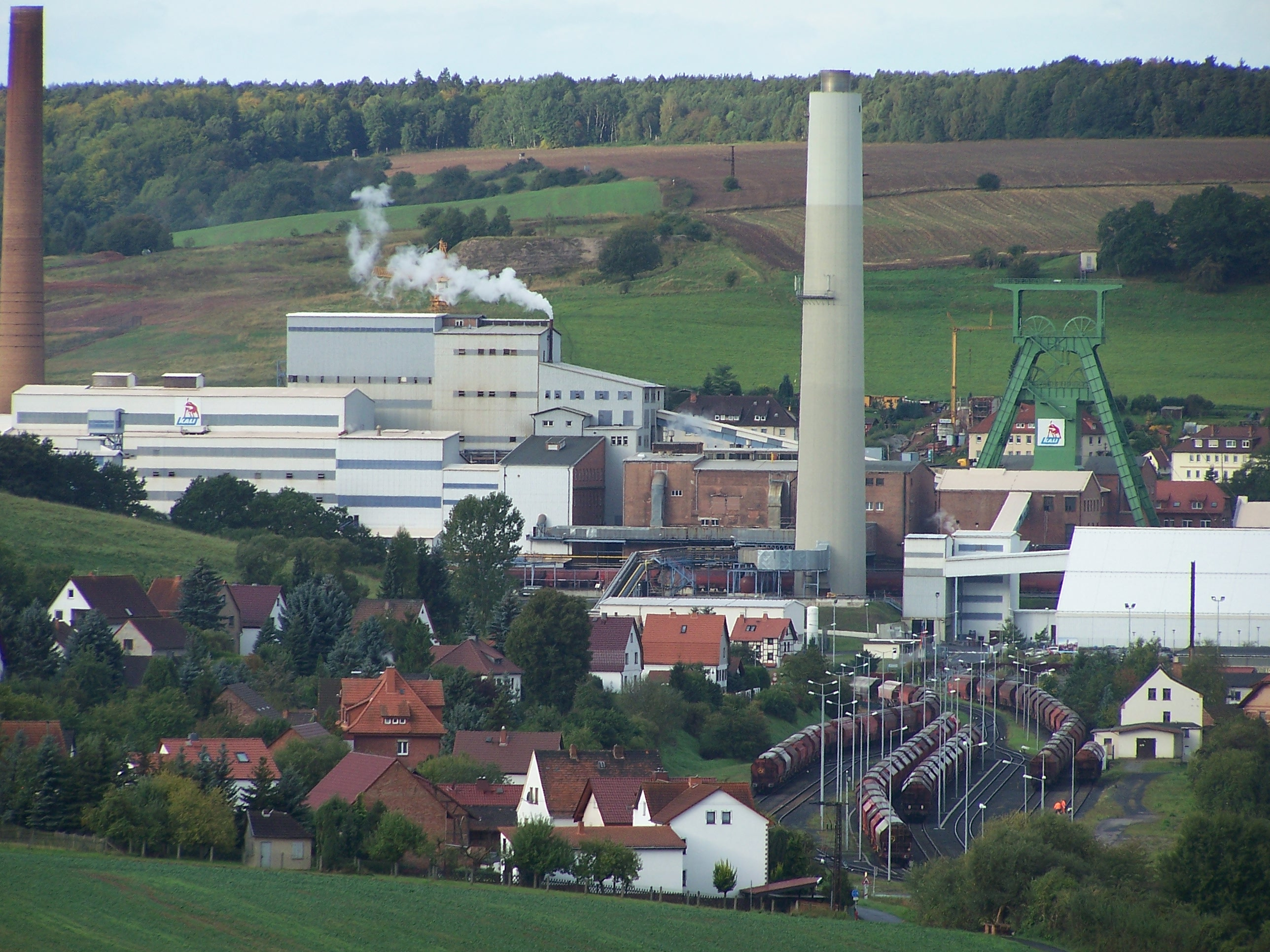
Kaliwerk Unterbreizbach

Nach der politischen Wende in der DDR und der Wiedervereinigung Deutschlands im Jahr 1990 wurden bis 1993 acht der neun Thüringer Kaliwerke in den Revieren Südharz und Werra geschlossen. Grund war das Zusammenbrechen der Absatzmärkte in Osteuropa und die nicht schnell genug gelingende Anpassung an marktwirtschaftliche Bedingungen. Betroffen waren auch die Kaliwerke in Merkers und Dorndorf. Während das Werk Dorndorf 1991 geschlossen und anschließend vollständig abgerissen wurde, wurde im Werk Merkers ab 1993 das Erlebnisbergwerk Merkers eingerichtet, das sich zu einer überregional bekannten Sehenswürdigkeit entwickelt hat. Lediglich das Bergwerk Unterbreizbach hat in engem Verbund mit den hessischen Nachbarbergwerken bis heute Bestand, nachdem es aus dem Vermögen der Treuhandanstalt in die K+S AG überführt wurde. Am Standort Unterbreizbach wird bis heute Kalisalz am Schacht I in Unterbreizbach zu Tage gefördert und verarbeitet. Der Schacht II bei Mühlwärts dient als Material- und Seilfahrtsschacht.
Unter der Bezeichnung K+S KALI GmbH – Werk Werra sind die Werke Unterbreizbach, Wintershall und Hattorf mit Förderung in den Schächten Unterbreizbach I sowie Hattorf und Grimberg, in Betrieb. Die Schächte Unterbreizbach II, Hera, Herfa und Menzengraben dienen als Material- und Seilfahrtsschächte. Weitere frühere Förderschächte werden ausschließlich als Wetterschächte vorgehalten.
Die Kali-Vorkommen reichen voraussichtlich bis in die 2060er Jahre.

## Unfälle

### Grubenunglücke
Auf Grund der geologischen Beschaffenheit kam es in den Schachtanlagen des Werra-Kalireviers wiederholt zu explosionsartigen Freisetzungen von Kohlendioxid. Ein Kohlendioxidausbruch im Schacht Merkers forderte 1938 elf Menschenleben. Bei zwei Gasausbrüchen im Schacht Menzengraben in den Jahren 1953 und 1958 starben drei bzw. sechs Menschen, bei einem Kohlendioxidausbruch im Schacht Unterbreizbach im Herbst 2013 drei Bergarbeiter.

### Erdstöße

#### Erdbeben in Widdershausen 1953
Am 22. Februar 1953 erschütterte ein Erdbeben der Stärke ML = 5,3 auf der Richterskala das Gebiet um Widdershausen. Durch das Erdbeben ist ein großer Teil des Nordfeldes, das damalige Hauptgewinnungsfeld, zu Schaden gekommen, indem das Deckgebirge über dem Grubenfeld 38 schlagartig abgesunken und die stehengebliebenen Stützpfeiler zerborsten waren. Mehrere Gebäude in Widdershausen wurden beschädigt oder zerstört, ein Personenzug entgleiste zwischen Widdershausen und dem Kaliwerk Wintershall. Im Gemeindegebiet senkte sich die Erdoberfläche um bis zu zwei Meter. Menschenleben waren nicht zu beklagen, insbesondere, weil sich zum Unglückszeitpunkt niemand in dem betroffenen Grubenfeld aufhielt. Der entstandene Sachschaden wurde auf etwa drei Millionen Deutsche Mark geschätzt. Als Auslöser für den Gebirgsschlag gilt eine falsche Berechnung bzw. die Unterdimensionierung der Stützpfeiler zwischen den Abbaukammern zu jener Zeit.

#### Gebirgsschlag von Völkershausen 1989
Am 13. März 1989 führte eine planmäßig durchgeführte Sprengung im Grubenfeld des Kalibergbaubetriebes Ernst Thälmann untertägig zum großflächigen Zusammenbruch eines Abbaufeldes und zeitgleich an der Oberfläche zu einem Erdbeben der Stärke ML = 5,6 auf der Richterskala.

### Sonstige
Während des Entladevorgangs von Chlor aus einem Eisenbahnkesselwagen im Kaliwerk Wintershall brach am 2. Juli 1955 die Abfülleitung in den Tank des Werkes, weil die Lokomotive zu früh anfuhr. Bei Überdruck von 8 bar trat eine riesige Chlorgaswolke aus, die über dem Boden ostwärts trieb. Mehrere Orte, darunter Widdershausen, mussten vorübergehend geräumt und 62 Verletzte stationär behandelt werden.

## Logistik

### Schienenverkehr

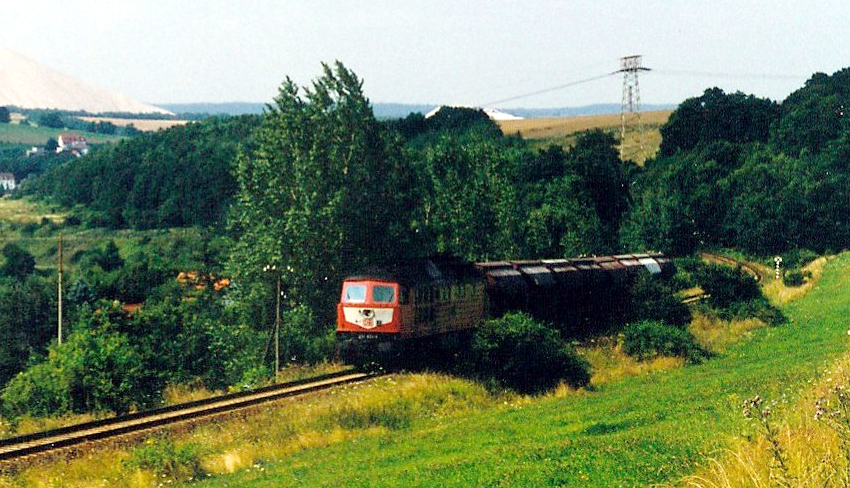
Ein Kalizug verlässt Unterbreizbach in Richtung Vacha (1999)

Mit der Errichtung der Kalischächte und -werke ging ein massiver Ausbau des Schienennetzes der Region einher, das bis zur Jahrhundertwende (19./20. Jahrhundert) nur aus der schmalspurigen Feldabahn Bad Salzungen–Kaltennordheim mit einer Stichstrecke nach Vacha bestand. Der nächstgelegene Anschluss an das Regelspurnetz bestand im Jahr 1900 am Bahnhof Bad Salzungen und am Bahnhof Gerstungen.
Nach den ersten Kalifunden bei Kaiseroda und Heringen entstand ein großer Bedarf an Transportkapazitäten zum An- und Abtransport von Baumaterial, Arbeitskräften und Rohstoffen. So begann von Bad Salzungen und Gerstungen aus die Errichtung regelspuriger Eisenbahnstrecken.
Die Schächte bei Dankmarshausen, Widdershausen, Heringen und Philippsthal wurden über die Bahnstrecke Gerstungen–Vacha erschlossen, die in mehreren Abschnitten eröffnet wurde: Der Bahnverkehr zwischen Gerstungen und Berka wurde am 1. Oktober 1903, zwischen Berka und Dankmarshausen am 1. Dezember 1903, zwischen Dankmarshausen und Heringen am 30. März 1905 sowie zwischen Heringen und Vacha am 1. Oktober 1905 aufgenommen. Fast zeitgleich wurde die zu dieser Zeit als Feldabahn schmalspurige Bahnstrecke Bad Salzungen–Dorndorf–Vacha auf Regelspur umgebaut und 1906 in Betrieb genommen; parallel zu dieser entstand eine Werkbahn zwischen den Kaliwerken Dorndorf und Merkers. Der Bahnhof Dorndorf (Rhön) wurde wesentlich erweitert und diente als Spurwechselbahnhof zur zunächst weiterhin schmalspurigen Strecke nach Kaltennordheim. Ab 1906 bestand somit eine durchgehende Schienenverbindung Gerstungen-Vacha-Bad Salzungen die alle Kaliwerke (Heringen, Philippsthal, Dorndorf, Kaiseroda, ab 1925 Merkers) erschloss. Der Bahnhof Vacha wurde zum Bahnknoten und erhielt ein eigenes Bahnbetriebswerk. Die abseits des Werratales gelegenen Schächte bei Dietlas, Menzengraben und Springen wurden (zunächst) über Seilbahnen angebunden (siehe unten). Die Erschließung der Schächte in Unterbreizbach und Buttlar erfolgte im Zuge der Errichtung der Ulstertalbahn, die zwischen Vacha und Geisa am 1. August 1906 und zwischen Geisa und Tann (Rhön) am 1. Oktober 1909 eröffnet wurde und in Tann Anschluss an die 1891 eröffnete Strecke nach Hilders hatte.
Eigens zur Erschließung der Kalischächte Heiligenmühle und Mariengart bei Oechsen wurde von der Ulstertalbahn bei Wenigentaft abzweigend die Wenigentaft-Oechsener Eisenbahn am 15. August 1912 eröffnet. Die Schächte Dippach, Alexandershall und Abteroda erhielten bei Berka/Werra einen Anschluss an die Strecke Vacha-Heringen-Gerstungen, der südlich von Berka von der Hauptstrecke abzweigte, die Werra querte und dann an Dippach vorbei bis zum Schacht Alexandershall führte.
Einschneidende Veränderungen im Bahnverkehr brachten die Folgen des Zweiten Weltkrieges. So wie die Deutsche Teilung das Kalirevier zerschnitt, wurde auch das Schienennetz, das die zur innerdeutschen Grenze gewordene Landesgrenze mehrfach überquerte, unterbrochen. So fand ab 1952 kein Verkehr mehr zwischen Vacha und Philippsthal statt, die Ulstertalbahn und infolgedessen auch die Strecke nach Oechsen wurden 1952/53 stillgelegt und demontiert. Zur weiteren Erreichbarkeit der Kalifabrik in Unterbreizbach wurde 1954 in nur 90 Tagen eine Bahnstrecke von Vacha über Sünna nach Unterbreizbach hergestellt.
Eine Sonderrolle nahm die Strecke von Gerstungen nach Heringen ein, da die hessischen Werke ohne diese Verbindung vom Eisenbahnnetz abgetrennt worden wären. Von dem insgesamt 17,8 Kilometer langen Abschnitt Dankmarshausen – Vacha lagen 14,75 Kilometer mit den Bahnhöfen Widdershausen, Heringen (Werra), Heimboldshausen und Philippsthal auf hessischem Gebiet und war, beiderseitig von der Sowjetischen Besatzungszone und später DDR begrenzt, nur über die in Heimboldshausen einmündende Hersfelder Kreisbahn direkt an das westliche Eisenbahnnetz angeschlossen. In den beiden Kalibahnhöfen Heringen und Heimboldshausen lagerten damals insgesamt 170000 Tonnen Düngemittel und beträchtliche Mengen Speisesalz. Der Abtransport des Kalis aus den Werken Heringen und Wintershall war über die dafür nicht ausgelegte Strecke nicht wirtschaftlich. Vertreter der Sowjetischen und Amerikanischen Besatzungszone handelten 1946 eine Benutzung des Thüringer Abschnittes zwischen Dankmarshausen und Gerstungen (und weiter auf der Thüringer Bahn in Richtung Bebra) aus. Dennoch gab es auf Grund der politischen Spannungen bis 1969 immer wieder Unterbrechungen der Befahrbarkeit dieses Streckenabschnittes für westliche Kalizüge. Um die zeitweisen Sperrungen des Verkehrs durch die DDR zu überbrücken, wurde die Hersfelder Kreisbahn für den Kaliverkehr ertüchtigt und blieb auch in Betrieb, nachdem ab dem 28. September 1969 der Abtransport über Gerstungen zwischenstaatlich geregelt und dauerhaft möglich wurde.

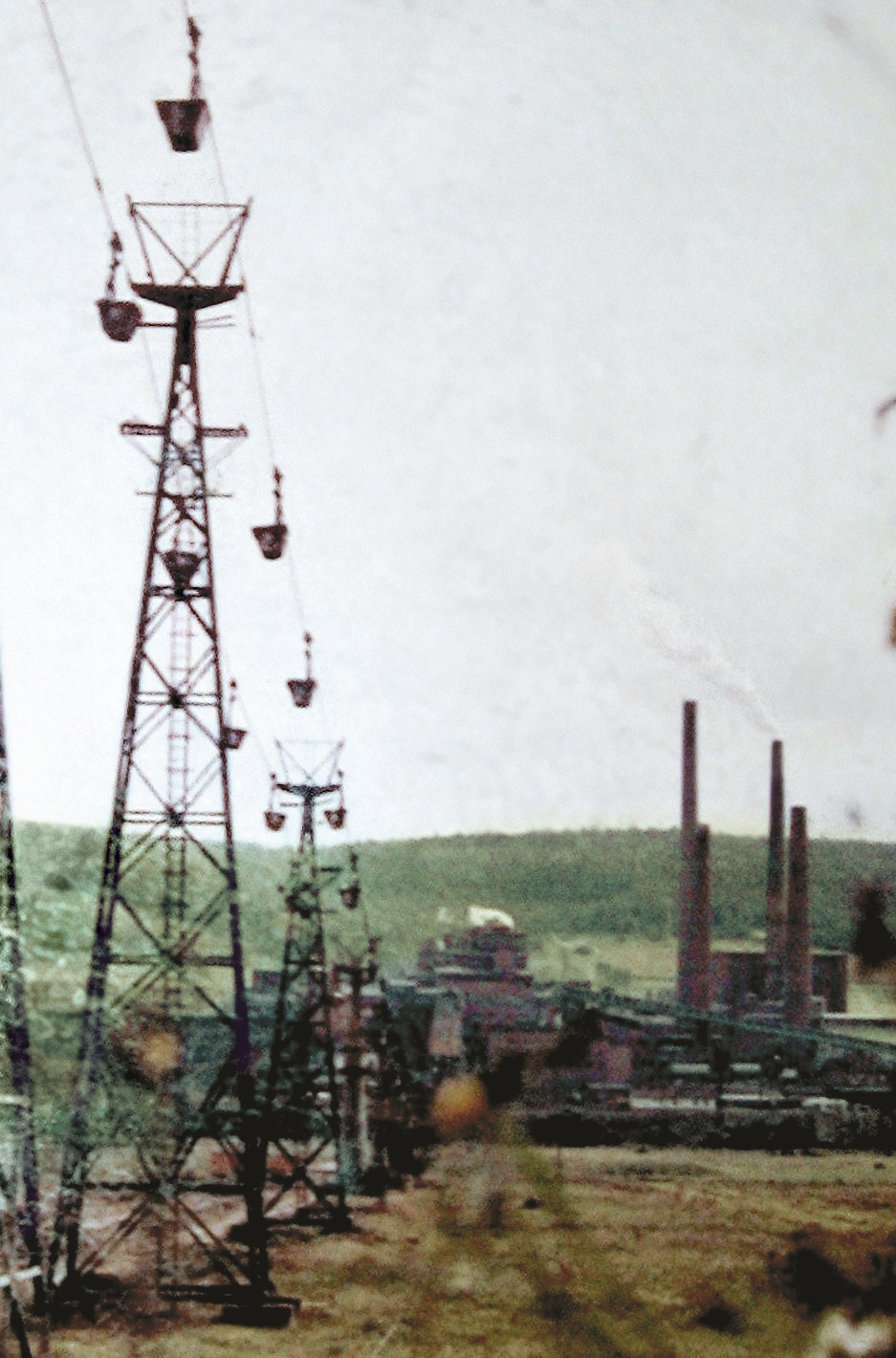
Kaliseilbahn zum Werk Dorndorf

Mit der Deutschen Wiedervereinigung entspannte sich die Transportlage, die Hersfelder Kreisbahn wurde bald überflüssig und stillgelegt. Ein Lückenschluss zwischen Philippsthal und Vacha war zunächst angestrebt, scheiterte aber an den inzwischen verkauften und bebauten Grundstücken der Bahntrasse. Problematisch war die Anbindung des nun zur K+S gehörenden Werkes Unterbreizbach, da die 1954 erbaute Umgehungsbahn nach Vacha marode und auf Grund der Steigungen von geringer Kapazität war. Man besann sich auf Pläne aus den 1930er Jahren und baute 1999 eine Verbindungskurve von Heimboldshausen nach Unterbreizbach, so dass die Umgehungsstrecke über Sünna entbehrlich und der gesamte Kaliverkehr nun über die Strecke nach Gerstungen abgewickelt wurde. Damit endete 1999 der Kaliverkehr über Vacha. Da auch die Werke Dorndorf und Merkers nicht mehr in Betrieb waren, brach der Bedarf an der Bahnstrecke Bad Salzungen-Vacha ein und die Strecke wurde 2001 stillgelegt.
Im Dezember 2019 wurde bekannt, dass K+S einen Vertrag zur Wiederinbetriebnahme der Bahnstrecke von Unterbreizbach nach Vacha unterschrieben hat, um dem gestiegenen Güterverkehrsaufkommen Rechnung zu tragen. Im August 2020 waren die Bauarbeiten weitgehend fertiggestellt. Geplant ist, dass die ersten Züge im vierten Quartal 2020 fahren können.

### Seilbahnen
Die Schächte, die (noch) nicht an das Eisenbahnnetz anschließbar waren, wurden zum Teil mit Drahtseilbahnen mit den Werken und Verladebahnhöfen im Werratal verbunden. So wurde in der Gewerkschaft Großherzog Sachsen 1905 der Schacht Dietlas mit der ersten Dorndorfer Kalifabrik über eine Seilbahn verbunden, die bis zur Stilllegung des Schachtes Dietlas in Betrieb war. Bei Inbetriebnahme von Schacht I der Gewerkschaft Heiligenroda im Jahre 1909 wurde dieser zunächst mit einer 6550 m langen Drahtseilbahn mit dem Kaliwerk Wintershall verbunden. Weitere Seilbahnen führten vom Schacht I und von den Schächten IV und V der Gewerkschaft Heiligenroda zum Schacht II und III. nach Springen, von dem aus 1913 die 3,5 Kilometer lange Kaliseilbahn Springen–Dorndorf in Betrieb genommen wurde. Diese war auch die letzte erhalten gebliebene Seilbahn, als sie 1990/1991 stillgelegt und demontiert wurde.

## Umweltfolgen

### Halden

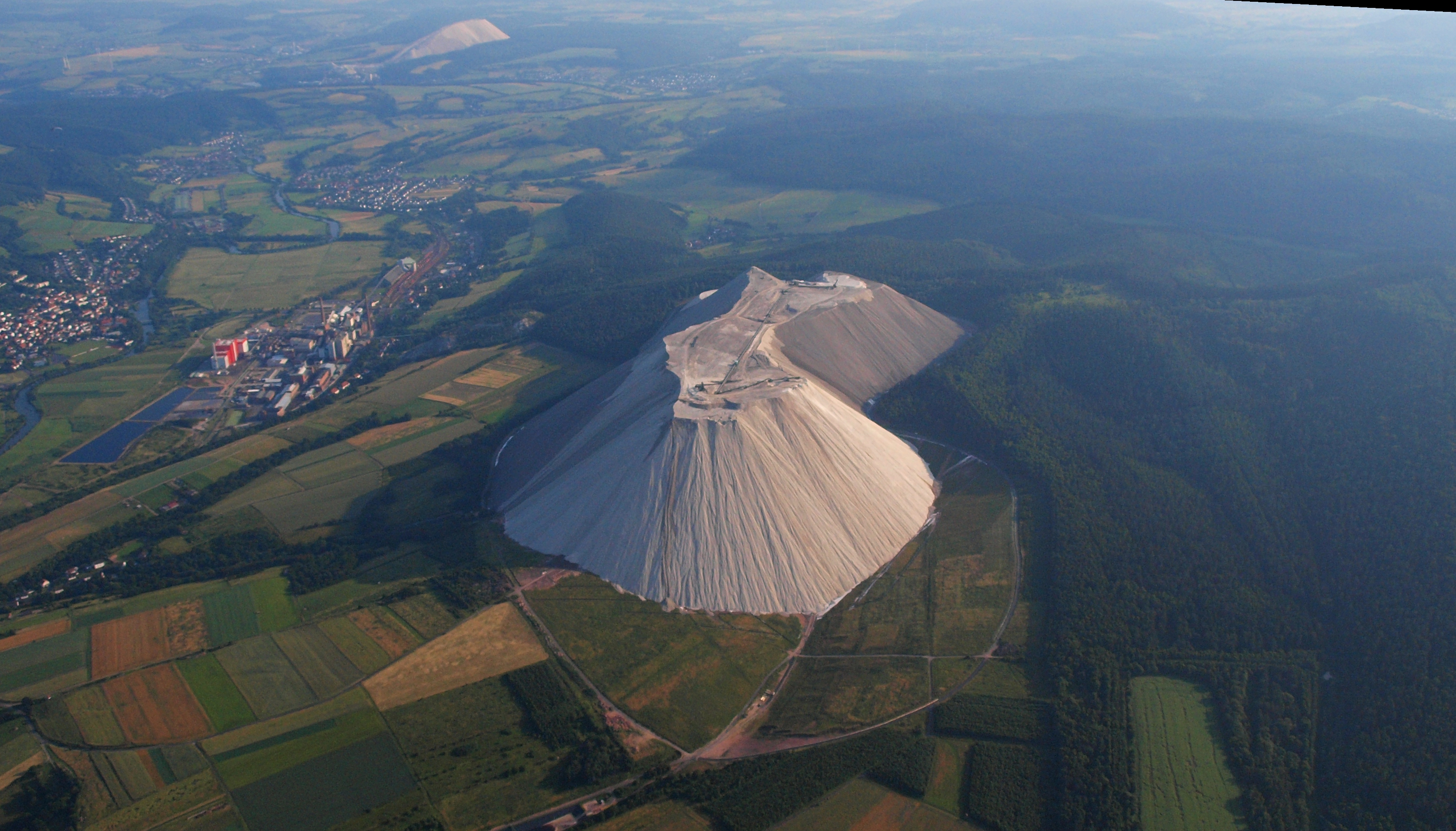
Halde Heringen, im Hintergrund die Halde bei Philippsthal (Luftaufnahme)

Recht schnell nach Aufnahme der Kaliförderung galt es, die beim Kaliabbau anfallenden Reststoffe sinnvoll zu beseitigen, so dass in der Nähe der Kaliwerke Abraumhalden entstanden. So wurden allein in der Werraaue zwischen Bad Salzungen und Vacha Halden unter anderem bei Hämbach, Merkers und Dorndorf angelegt, die z. T. als künstliche Berge bis heute die Landschaft prägen. Hinzu kamen Aschehalden, die der Ablagerung der Asche aus den zu den Kaliwerken gehörenden Kraftwerken dienten. Einige dieser Halden sind heute stillgelegt, rekultiviert und teilweise aus der Bergaufsicht entlassen.
Als zentrale Abraumlagerstätte werden heute noch die beiden Halden bei Philippsthal (Halde Hattorf) und Heringen genutzt, wobei vor allem die letztere als Monte Kali weithin sichtbar und überregional bekannt ist.
Auf den Halden fällt Niederschlagswasser an, das als salzhaltiges Abwasser mit den gelösten Salzen abfließt. Teilweise wird es aufgefangen und abtransportiert, teilweise fließt es in oberirdische Gewässer ab oder sogar in das Grundwasser und erhöht deren Salzbelastung. Als weiteres Problem werden die in den Abraumhalden enthaltenen, bei der Rohsalzaufbereitung eingesetzten chemischen Hilfsstoffe angesehen, deren umwelttoxikologische Relevanz strittig ist. Seitens Umweltschützern besteht die Besorgnis, dass auch diese Substanzen über das Niederschlagswasser in die Gewässer gelangen.

### Abwasser

#### Abwasserversenkung
Um die bei der Kaliförderung und -verarbeitung anfallenden, salzhaltigen Abwässer möglichst schadlos zu beseitigen, begann man erstmals 1925 damit, diese Abwässer in den Untergrund zu verpressen (Verpressung). Der dort oberhalb der Kalilagerstätten vorhandene grundwasserreiche Plattendolomit wurde als geeignet angesehen, die Abwässer schadlos aufzunehmen und zu speichern. Die ersten Versenkbrunnen wurden für das Werk Merkers 1925 in der Werraaue bei Tiefenort in Betrieb genommen. Seitdem wurden etwa eine Milliarde Kubikmeter Salzabwässer in den Plattendolomit verpresst.
Weitere Versenkungen erfolgten bei Springen und nach 1945 in der Horschlitter Mulde bei Berka/Werra sowie in Hessen bei Heringen und Bodesruh. Der plötzlich ansteigende Salzgehalt in Brunnen im Raum Berka/Werra führte dazu, dass die Abwasserversenkung in der DDR in den 1960er Jahren gestoppt und der gesamte salzhaltige Abwasseranfall dem Gewässer Werra zugeführt wurde.
Nach 1990 gab es Bestrebungen, bei Herda und Gerstungen erneut Abwasser zu versenken, nach einer Testphase wurde die erforderliche Genehmigung auf Grund der nicht kalkulierbaren Risiken für die über dem Plattendolomit im Buntsandstein liegenden Grundwasserleiter, die teils der öffentlichen Trinkwasserversorgung dienen, durch das Thüringer Landesbergamt nicht erteilt. Das Regierungspräsidium Kassel hingegen verlängerte 2011 die Erlaubnis für die Versenkung im osthessischen Teil des Kalireviers bis Ende 2015.
Die Abwasserversenkung ist am 22. Dezember 2021 endgültig eingestellt worden.

#### Einleitung in die Werra
Parallel zur Versenkung der Abwässer in den Untergrund erfolgt eine Einleitung salzhaltiger Abwässer in das Gewässer Werra. Langjährige Grundlage für die Einleitung ist eine wasserrechtliche Erlaubnis aus dem Jahr 1942, die unter anderem vorsieht, dass am Pegel in Gerstungen, unterhalb der letzten von mehreren Einleitstellen der fünf Kaliwerke des Werrareviers, ein Grenzwert von 2500 mg/l Chlorid im Wasser der Werra nicht überschritten werden darf. Dieser Grenzwert wurde in allen Folgeentscheidungen bis 2009 unverändert übernommen.
Ab 1968 haben sich die drei thüringischen Kalibergwerke nach der vollständigen Einstellung der Abwasserversenkung in Thüringen nicht mehr an die Begrenzung der Salzwassereinleitungen in die Werra gehalten und ihren Salzabstoß erheblich gesteigert, ohne Berücksichtigung von Grenzwerten wurde das gesamte Produktionsabwasser in den Fluss geleitet, was zu einer erheblichen ökologischen Schädigung des Ökosystems von Werra und Weser führte. Das ehemals typische Süßwasserökosystem von Werra und Weser wies in Zeiten der starken Salzbelastung brackwasserähnliche Bedingungen auf. Mit Stilllegung der Werke Merkers und Dorndorf, einer Reduzierung der Einleitmengen und einer Wiedereinhaltung des noch aus dem Jahr 1942 geltenden Grenzwertes sind seit 1999 deutliche Verbesserungen in der Gewässergüte zu verzeichnen. Im Vergleich zur Situation der 1980er Jahre ist eine Verringerung der Salzbelastung der Werra um rund 80 Prozent eingetreten, ehemals heimische Süßwasserarten sind wieder in Werra und Weser zurückgekehrt.
Der K+S wurde am 30. November 2012 vom Regierungspräsidium Kassel eine neue wasserrechtliche Erlaubnis für die Einleitung von salzhaltigen Abwässern in die Werra erteilt. In der Erlaubnis sollten die Abwassermengen und -parameter bis 2020 schrittweise reduziert werden. Unter anderem sollte der seit 1942 unverändert geltende Grenzwert für Chlorid ab 2015 auf 1.700 mg/l, die Abwassermenge auf acht Millionen Kubikmeter im Jahr reduziert werden. Nachfolgend wurde die Erlaubnis mehrfach geändert und verlängert und die Senkung des Chloridwertes zugunsten einer Einstellung der Abwasserversenkung zurückgenommen. Erst mit der jüngsten Änderung vom Dezember 2020, mit der die Erlaubnis bis Ende 2021 verlängert wurde, wurde der Grenzwert für Chlorid von 2.500 auf 2.400 Milligramm/Liter gesenkt.

#### Künftige Abwasserbeseitigung
Auf Grund der anhaltenden Kritik an der derzeitigen Entsorgungspraxis und auf Grund der durch die Zielsetzungen der Wasserrahmenrichtlinie künftig nicht mehr gegebenen Erlaubnisfähigkeit der bisherigen Entsorgungspraxis werden seit ca. 2007 zunehmend alternative Entsorgungsvarianten diskutiert. Im März 2008 wurde ein Runder Tisch mit Vertretern aus Kaliindustrie, Umweltverbänden, Politik und Fachleuten ins Leben gerufen, der Empfehlungen zur künftigen Entsorgungspraxis erarbeiten und abgeben sollte. Ein Teil der Fachleute sieht mögliche Entsorgungsalternativen in einer Verdampfung des Abwassers vor Ort, die Experten des Runden Tisches gaben im Jahr 2010 eine Empfehlung ab, die eine Reihe von Einzelmaßnahmen zur Abwasserreduzierung und -ableitung, unter anderem auch eine Fernleitung zur Nordsee vorsah. Die Abwasserverdampfung vor Ort ist aus Sicht des Unternehmens nicht machbar, die Fernleitung zur Nordsee stieß bei Politikern aus Hessen, Nordrhein-Westfalen und vor allem aus Niedersachsen, welches für die Einleitung in die Nordsee die wasserrechtliche Erlaubnis erteilen müsste, auf Widerstand. Im September 2014 legte das Hessische Ministerium für Umwelt, Klimaschutz, Landwirtschaft und Verbraucherschutz eine Studie vor, nach der die Forderung von Errichtung und Betrieb der Abwasserfernleitung wirtschaftlich nicht vertretbar und damit unverhältnismäßig sei.
Im Dezember 2020 stimmte der Thüringer Landtag einer Änderung des Kali-Staatsvertrages mit Hessen zu, die an Stelle der umstrittenen bisherigen Entsorgungspraxis eine Einlagerung der Abwässer in der stillgelegten Grube Springen in Thüringen vorsieht. Am 19. Mai 2021 fand im Thüringer Landtag eine Anhörung des Umweltausschusses zur Flutung der Kaligrube Springen mit Produktionsabwässern der Grube Hattorf-Wintershall statt.

### Boden
Durch Verwehungen von Salzen in der Nähe von Halden und Transportwegen ist verbreitet eine Versalzung des Bodens und damit eine Veränderung der Vegetation eingetreten, was oft eine Bodenerosion und die Ansiedlung von Salzpflanzen begünstigte.
Durch die Stilllegung von Kalischächten und -werken, verbunden mit der Demontage von Transportwegen und die technische Verbesserung der verbliebenen Produktion und Transportlogistik ist ein Rückgang von Salzen auf die Böden und damit der Salzvegetation zu verzeichnen.